# Museo Mario Testino
Museo MATE es una organización sin fines de lucro fundada por Mario Testino, en 2012. Es una plataforma para el desarrollo de las industrias creativas, una vitrina del arte contemporáneo internacional en Lima y del talento peruano en el mundo. MATE presenta exhibiciones de artistas contemporáneos, junto a la exposición permanente de la obra de Mario Testino.Actualmente este museo ya no está disponible. 

## Misión y visión
Museo MATE tiene la visión de crear un ambiente vibrante y próspero para la expresión individual, celebrar las contribuciones del Perú en arte y cultura en el mundo, y estimular la industria creativa en el país. Esta organización sin fines de lucro se dedica a la estimulación y desarrollo de la industria creativa local. Todos los fondos recaudados están destinados a financiar los programas educativos y culturales realizados en favor del desarrollo y promoción de las artes.  

## Colección permanente
La colección permanente explora la obra de Testino a través de ocho salas, divididas según elementos que distinguen sus imágenes, como la compleja coreografía de sus fotografías grupales o su habilidad para traspasar y capturar culturas de todo el mundo, un equilibrio entre tradicionalismo y creatividad.
Modelos como Kate Moss, Gisele Bündchen, Kendall Jenner, Gigi Hadid, Cara Delevingne, Karlie Kloss han posado para el lente de Mario. Así como también artistas de la talla de Blake Lively, Beyoncé, Lady Gaga, Taylor Swift, Justin Bieber y muchos más.

### Sala Alta Moda

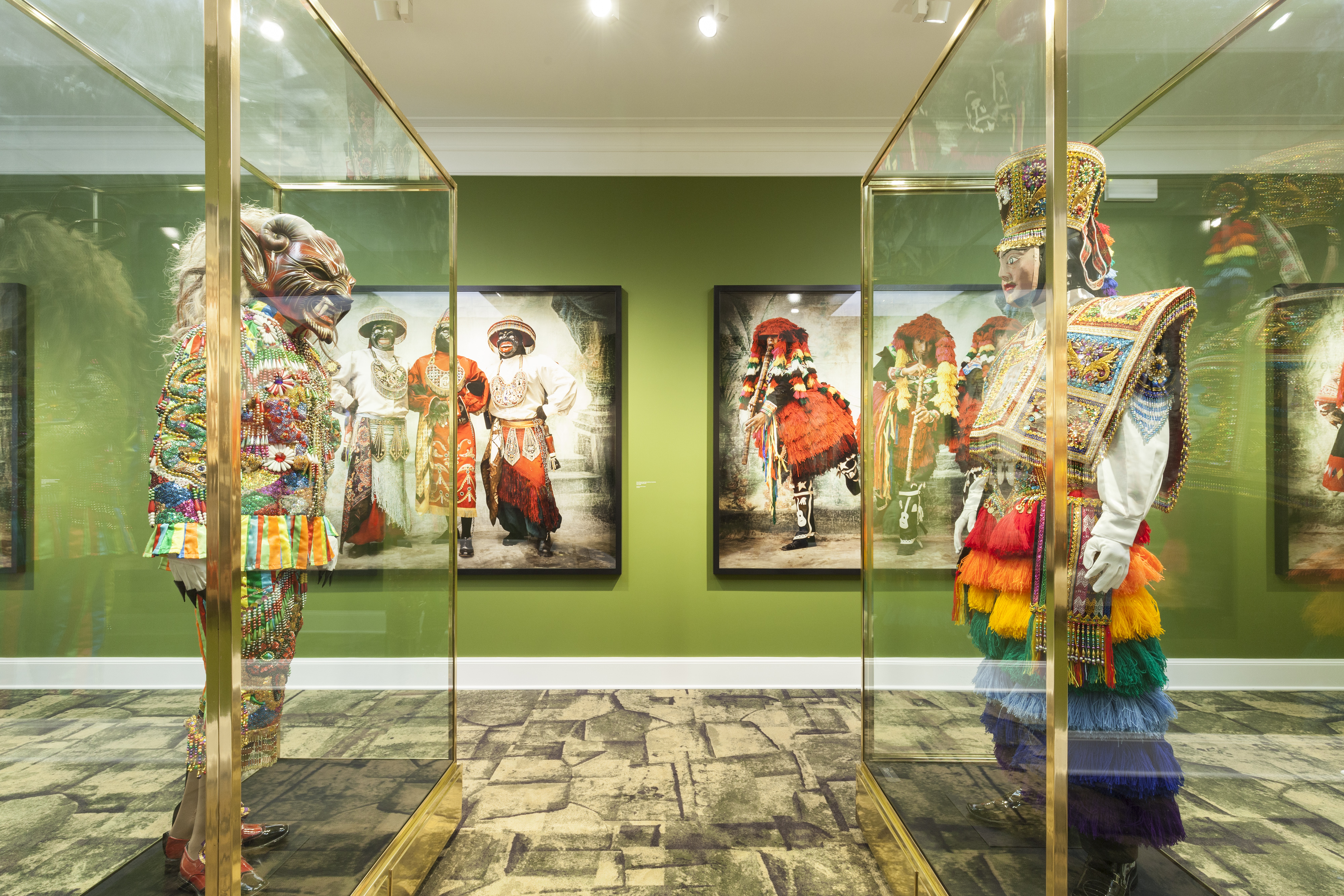
Sala Alta Moda - Museo MATE

Alta Moda surge de una investigación todavía en curso. La exhibición es resultado de los cinco primeros años: una serie de retratos de danzantes cusqueños en trajes tradicionales, realizados por Mario Testino.
Mario Testino al plantearse la estética de Alta Moda decide tener como inspiración al fotógrafo cusqueño Martín Chambi. El fondo que genera un contraste con los trajes es el que usaba Chambi en sus fotografías.
“Espero mis imágenes muestren cómo estas tradiciones todavía existen, al menos por ahora.” - Mario Testino.

### Sala Diana
Un área dedicada a los icónicos retratos que Mario Testino hizo de Diana de Gales, últimos retratos oficiales de la princesa antes de su desaparición; que aparecieron en la revista Vanity Fair, edición julio, 1997. Las fotos se tomaron con motivo de la subasta de trajes que Diana organizó junto a Christie’s.
La sala también exhibe una réplica de uno de los trajes subastados, donación de Donatella Versace al museo MATE, junto con los muebles hechos especialmente para la exhibición de las imágenes de Mario Testino en el 2005, en Kensington Palace.

### MATE Lab
MATELab es un espacio de uso mixto, flexible y con un ritmo siempre cambiante. La sala conjuga propuestas variadas, exhibiciones, proyecciones, proyectos experimentales, talleres y otras actividades ideadas por artistas, diseñadores y creadores invitados por el museo a desarrollar su propuesta.
- Maya Ballén, Literal, Museo MATE 2019.[2]
- Mario Testino, LIMA, Museo MATE 2019.[3]
- Liliane Tomasko, Caja de sueños, Museo MATE 2018.[4]
- Daido Moriyama, Daido Tokyo Color, Museo MATE 2018.[5]

## Casona
Construida en 1898 por el ingeniero Mateo Pagano, la casona MATE comparte las características de los típicos ranchos barranquinos de la época: es una construcción rectangular de un solo nivel, levantada en adobe y plagada de detalles que denotan una especial habilidad artesanal. Para el 2011, cuando los trabajos de diagnóstico se iniciaron, la casa estaba en estado de deterioro, pese a lo cual había mantenido su estructura original. El adobe, material original, había sido alterado por diversas intervenciones, que contribuyeron al deterioro del inmueble]
En octubre de ese año se inició la restauración, a cargo del arquitecto peruano Augusto de Cossío. Tomó 10 meses e implicó reparar y reforzar las paredes de adobe originales de la casa, así como restaurar toda la carpintería interior. Además, detalles como frisos y cornisas ornamentales fueron restauradas o reproducidas desde cero, y la iluminación se diseñó recreando la posición original de lámparas de techo. Todas las obras de restauración histórica fueron ejecutadas por el equipo profesional especializado de la Escuela Taller de Lima y los escultores de arte de la Escuela Autónoma de Bellas Artes.
Durante la restauración se volvió a adobe tradicional. Complementario a la renovación, se construyó un nuevo edificio adyacente en la parte posterior de la villa, una galería de exposiciones y la Bodega MATE. Estos espacios fueron diseñados para satisfacer las necesidades funcionales de MATE, y conservar la armonía con la arquitectura original, los muebles también son contemporáneos a la casa. 
La casona MATE estuvo terminada en julio del 2012.

## Bodega MATE

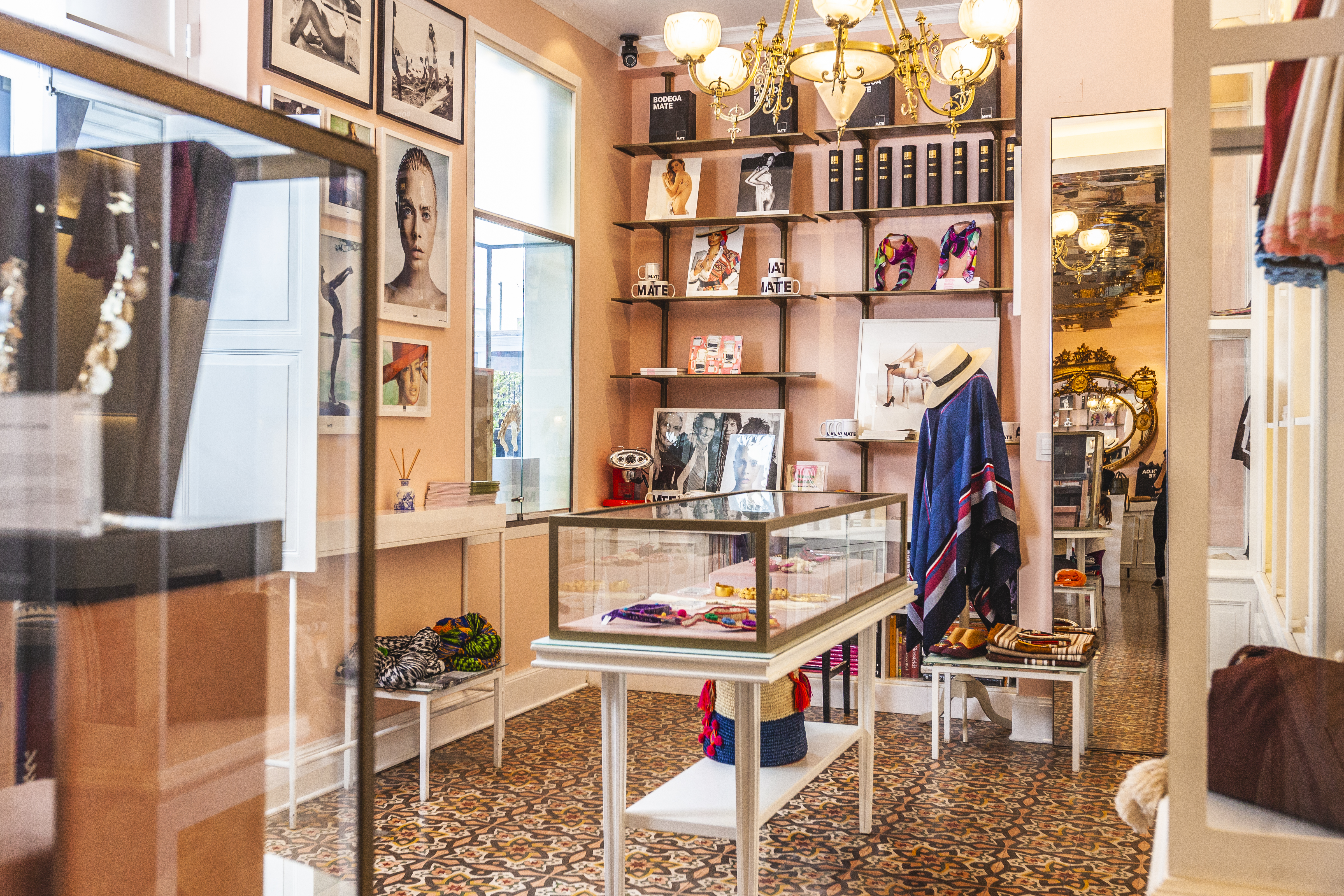

Mucho más que una tienda de museo, Bodega MATE es una plataforma de diseño peruano y latinoamericano, con más de 50 diseñadores y artistas, de 11 países de la región.
La tienda tiene la visión de poner en valor la herencia latinoamericana a través de arte, moda y diseño contemporáneo. El objetivo principal es que el museo alcance la autosostenibilidad, y que pueda expandir sus propuestas como espacio de exhibiciones y como catalizador de la industria creativa local. Es la única boutique autorizada para vender fotografías originales de Mario Testino.
Bodega MATE abrió su primer local fuera de MATE, en el centro comercial Larcomar, en agosto de 2019. Una continuación de su misión como espacio cultural y comercial de lujo local y sostenible.